# Rezerwat przyrody Buczyna Jakubowska
Rezerwat przyrody Buczyna Jakubowska – leśny rezerwat przyrody w gminie Radwanice (powiat polkowicki, województwo dolnośląskie). Znajduje się na terenie leśnictwa Dobromil, w Nadleśnictwie Głogów.

## Informacje ogólne
Rezerwat położony jest w północno-środkowej części Wzgórz Dalkowskich, w bezpośrednim sąsiedztwie zabudowań miejscowości Jakubów, po jej północnej stronie.
Rezerwat został utworzony w 2001 r. na mocy Rozporządzenia Wojewody Dolnośląskiego z dnia 5 maja 2001 r. i początkowo zajmował 19,54 ha. W 2010 roku Zarządzeniem Nr 3 Regionalnego Dyrektora Ochrony Środowiska we Wrocławiu zmniejszono obszar rezerwatu do 19,28 ha, poprzez wyłączenie z niego posesji kościoła p.w. św. Jakuba, pełniącej funkcję ośrodka kultu religijnego.
Jest to rezerwat leśny typu fitocenotycznego. Celem ochrony rezerwatu jest „zachowanie ze względów przyrodniczych, naukowych, dydaktycznych i krajobrazowych unikalnych fragmentów starych lasów bukowych na Wzgórzach Dalkowskich, zróżnicowanych lasów liściastych z grupy grądów i łęgów z szeregiem chronionych gatunków flory i ornitofauny”.
Rezerwat obejmuje mocno urzeźbioną i sfałdowaną partię zachodniego zbocza wierzchowiny Wzgórz Dalkowskich poprzecinaną wąwozami. Położony jest na wysokości około 220 m n.p.m. W części środkowej występują źródliska, które stanowią atrakcję rezerwatu. Z sączących się na zboczach źródeł, powstają potoczki spływające w dolinę. Kilka z nich tworzy w obniżeniu naturalny śródleśny staw.

## Flora i fauna
W rezerwacie na niewielkiej powierzchni występują bogate zbiorowiska roślinne charakterystyczne dla Wzgórz Dalkowskich. Występuje na nim fragment lasu z buczyną oraz las grądowy z dębem, grabem i lipą z domieszką jesionu, jawora, olszy i brzozy o bogatej florze runa. Na terenie rezerwatu występuje wiele gatunków roślin naczyniowych w tym: fiołek leśny, zawilec gajowy, bluszcz pospolity, konwalijka dwulistna, gwiazdnica pospolita, paproć-orlica, kokoryczka wielokwiatowa, piżmaczek wiosenny, kuklik zwisły, zawilec gajowy, przylaszczka pospolita i inne rośliny runa.
Z awifauny w rezerwacie gnieździ się drozd śpiewak, gołąb siniak, zięba, świstunka leśna, kos, dzięcioł duży, szpak, kowalik, sikora modra, dzięcioł czarny i inne.

## Inne
- W rezerwacie obok kościoła znajduje się źródło św. Jakuba Większego[5].
- Na obszarze rezerwatu znajduje się grodzisko plemienne z przełomu XII – XIII wieku[5].
- Las rezerwatu po 1945 roku stanowił własność państwa. Odnośnie przeszłej niemieckiej gospodarki leśnej brak danych źródłowych.
- Teren, na którym położony jest rezerwat, kształtował lodowiec. Podłoże rezerwatu stanowią naniesione osady polodowcowe w postaci piasków gliniastych z domieszką żwiru i kamieni na glinie.
- W 2003 roku na terenie rezerwatu utworzono ścieżkę edukacyjną[3].